# Ramar
se även ram för andra betydelser
Ramar, villkor eller grundregler är begrepp inom psykoterapi, psykoanalys och kognitiv beteendeterapi (KBT), varmed förstås delkomponenterna i den överenskommelse patient och psykoterapeut gör före behandlingsstart; i det kontrakt eller avtal terapeut och patient ingår innan terapi påbörjas. Villkoren för psykoterapi formuleras av terapeuten under bedömningssamtal. Ordet ram används växelvis både i singularis och pluralis då man avser psykoterapins grundregler. Då man talar om ramar i KBT väljer man emellanåt att istället använda begreppen gränser, behandlings-gränser eller regler.

## De vanligaste ramarna
De vanligaste ramarna i ett psykoterapeutiskt kontrakt avhandlar
1. Att syftet med terapin är att lösa patientens problem.
2. Terapeutens tystnadsplikt.
3. På vilka tider man skall mötas och hur långa dessa samtalstider är.
4. Att ömsesidigt endast synnerliga skäl motiverar att inställa en tid.
5. Var man möts.
6. Vad terapin kostar och hur betalningen skall gå till.
7. Att patienten så långt det bara är möjligt iakttar uppriktighet. Det formuleras ofta som att patienten behöver sträva mot att tänka högt.
8. Att man arbetar tillsammans till det att patientens problem är lösta. Alternativt terapins bortre tidsbegränsning.
9. Att man då problemen uppfattas lösta har en avslutningsfas med sikte på sammanfattning och att bearbeta att man skiljs åt.

## Psykoterapeutens ansvar
Det är terapeutens ansvar att formulera genomtänkta ramar, och att bevaka att de överenskomna ramarna hålles.

## Ramarnas syfte
Psykoterapikontraktets bestämda formulering och att det följs kan lägga grunden för något värdefullt som många patienter aldrig tidigare upplevt: Patienten förstår att de krav han eller hon ställs inför motsvaras av att terapeuten ålägger sig motsvarande krav. Ramarna skänker genom sin tydlighet och sitt aktiva åtföljande en viktig trygghet, mot vilken patienten kan våga ta upp svåra ting. Psykoterapeutens aktiva arbete med ramarna kan också adressera olösta konflikter, vilka detta förutan ej blir synliggjorda och lösta. Då patient eller terapeut bryter mot överenskomna ramar talar man om rambrott.

## Historik
Den i New York tidigare verksamme psykoanalytikern Robert Langs var upphovsman till metaforen ram för psykoanalysens och psykoterapins grundregler, och den i engelskspråkig litteratur främste tänkaren inom psykoterapins ramar och grundregler. Langs bok The Psychotherapeutic Conspiracy, som utgavs 1982, har varit avgörande i sitt avtäckande av vad som i psykoterapi händer med och utan tydliga och efterhållna ramar. Robert Langs besökte Sverige flera gånger under 1980-talet och redogjorde för sina upptäckter.

Psykoanalytikern Claes Davidson har översatt The Psychotherapeutic Conspiracy till svenska, och vidareutvecklat Langs fynd. Davidson menar att ett aktivt arbete utifrån kloka ramar är det helt centrala för merparten av nutidens psykoterapisökande, där han finner att en väsentlig del av problematiken inte är omedveten utan medveten och/eller förmedveten: Han ser att mycket av dagens terapipatienters svårigheter just handlar om gränsproblematik, och att det också därför är angeläget med väl genomtänkta och åtföljda ramar. Claes Davidsons slutord i artikeln Terapi med Ramar: 
"Det är inte meningsfullt att som terapeut ägna tid åt terapeutiska projekt utan att först ha förvissat sig om att det verkligen finns förutsättningar att fullfölja dem. Det är inte heller professionellt och ansvarsfullt att förespegla patienten terapeutisk hjälp på så lösa boliner. Vi må betänka, att när ett terapeutiskt projekt, påbörjat utan att terapeuten förvissat sig om att förutsättningarna för dess fullföljande var förhanden, sedermera havererar medför det oundvikligen en traumatisering av patienten. Det framstår därmed som etiskt tvivelaktigt att bedriva terapi utan adekvata ramar."
1998 gav den Svenska psykoanalytiska föreningen ut skriften Psykoanalysens ram. Här används inte begreppet i betydelsen av grundregler utan som illusoriskt hållande, förklarande också varför här referenser till Langs och Davidsons arbeten saknas.

Under 1990 till 2010-talet har så kallad relationell psykoterapi etablerats. Relationell psykoterapi beskrivs av vissa som "en tredje vågens psykodynamiska terapi". Inom relationell psykoterapi kan man tänka så här om psykoterapins ramar:
"Det viktiga i relationell terapi är alltså att hela tiden fundera över hur det upplevs när ramarna kring terapin sätts i fråga eller förändras. Ramen är inte en fast form som terapeuten måste hålla sig inom, utan en överenskommelse som man tillsammans kan omförhandla, förnuftsmässigt och med känslor.

Under 2000-talet har Kognitiv beteendeterapi, KBT, kommit att växa starkt. Också i KBT kan man förhålla sig mer eller mindre aktiv i fråga om ramar. En av Sveriges främsta skribenter inom KBT Anna Kåver: 
"Vissa terapeutiska skolor betonar distans mellan patient och terapeut och menar att de ojämlika förhållandena inte har någon större inverkan ja, till och med kan bidra till att göra behandlingen mer effektiv. Regler och ramar som är diffusa och/eller outtalade styr då terapeuten och gör ofta patienten förvirrad. Det är svårt att känna till eller förstå varför reglerna finns och terapeuten kanske inte bemödar sig att förklara dem på ett begripligt sätt."